# Harry Droog
Henricus Antonius "Harry" Droog, nizozemski veslač, * 17. december 1944, Beemster.
Droog je s partnerjem Leendert van Disom na Poletnih olimpijskih igrah 1968 v Mexico Cityju v dvojnem dvojcu osvojil srebrno medaljo. 